# Pflegschloss Velden

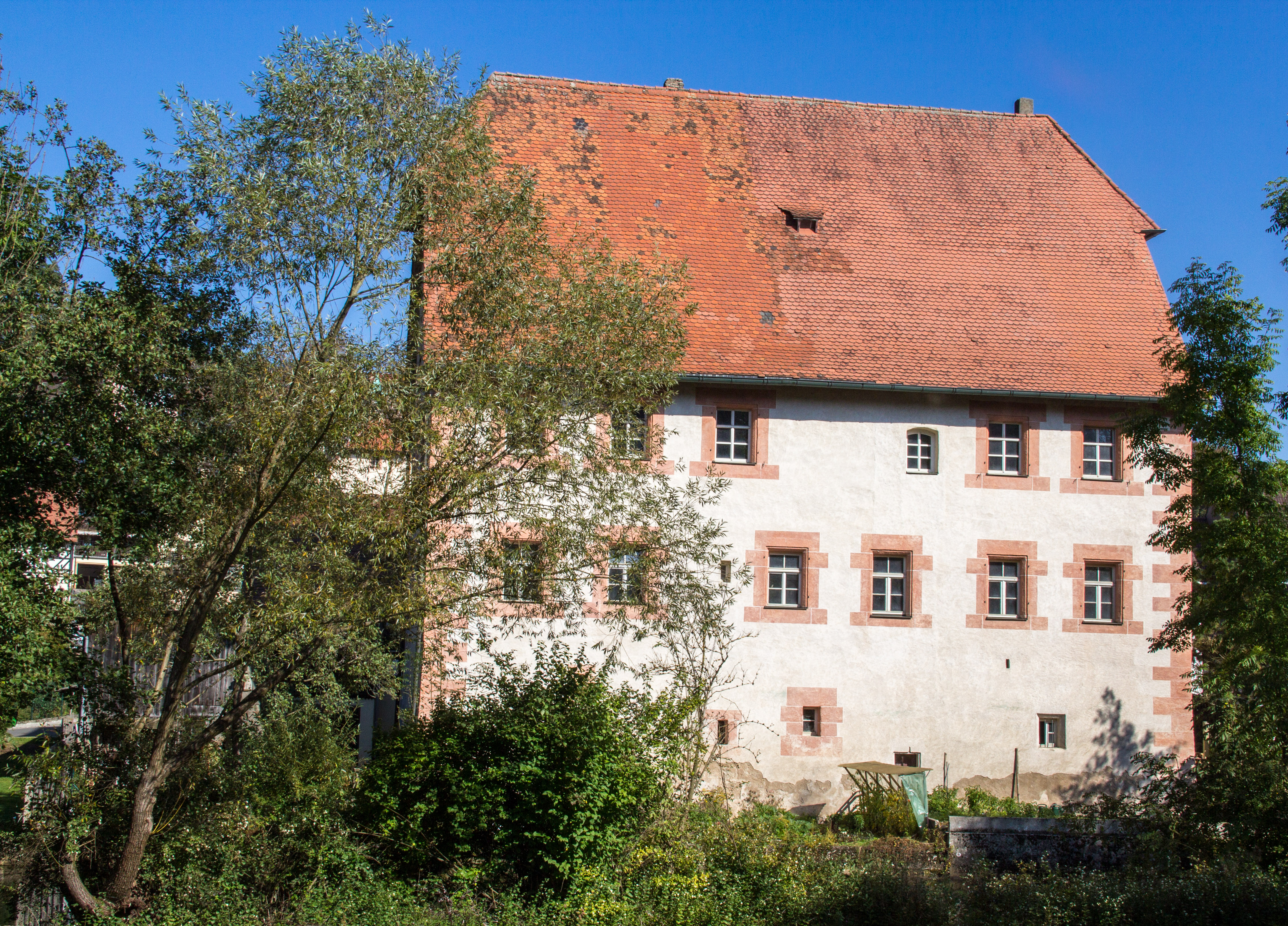
Ehemaliges Pflegschloss Velden

Das Pflegschloss Velden ist ein ehemaliges Pflegerschloss in Velden im Landkreis Nürnberger Land.

## Geschichte
1481 wurde an der Südwestecke der damaligen Stadtbefestigung von Velden ein Amtsgebäude für den damals herzoglich-bairischen Pfleger errichtet. Mit dem Kölner Schiedsspruch durch König Maximilian gingen die Stadt und das ihr zugehörige umgebende Amt 1505 in den Besitz der Reichsstadt Nürnberg über und wurden in der Folgezeit als Pflegamt Velden in ihr Landgebiet eingegliedert. 1538 wurde das Gebäude abgebrochen, aber in den Jahren 1540–1543 wieder aufgebaut.
Der östlich der Pegnitz gelegene Teil des Pflegamts wurde gegen Ende des 18. Jahrhunderts vom Kurfürstentum Bayern unter Zuhilfenahme weitgehend fragwürdiger Rechtstitel gewaltsam in Besitz genommen. Dies erfolgte, nachdem Kurfürst Karl Theodor von Pfalz-Baiern 1790 alle Verträge und Abkommen aufgekündigt hatte, die seit dem Kölner Frieden von 1505 zwischen der Reichsstadt und der Pfalz bzw. Baiern abgeschlossen worden waren. Der westlich der Pegnitz gelegene Teil des Pflegamtes mit der Stadt selbst, teilte hingegen das Schicksal der Reichsstadt bis zu deren 1806 erfolgter Annexion durch das Königreich Bayern.
Das Gebäude befindet sich in Privatbesitz. Es ist im Wesentlichen unverändert.

## Baubeschreibung
Das Gebäude ist als Baudenkmal in der Liste der Baudenkmäler in Velden (Pegnitz) folgendermaßen beschrieben:
Dreigeschossiger Massivbau mit Halbwalmdach, 1540/43
Hof von Wirtschaftsgebäuden flankiert:
- Nebengebäude: Obergeschoss Fachwerk, 18. Jahrhundert

- Nebengebäude: zweigeschossiger Massivbau, bezeichnet „1712“ (Umbau)

Teile der Stadtmauer: erste Hälfte 15. Jahrhundert